# تقرير سنوي
التقرير السنوي هو تقرير شامل عن أنشطة الشركة طوال العام السابق. الغرض من التقارير السنوية هو إعطاء المساهمين وغيرهم من الأشخاص المتداخلين، معلومات حول أنشطة الشركة والأداء المالي. وتكون هذه التقارير، تقارير أدبية ومالية. تطلب معظم السلطات القضائية من الشركات إعداد التقارير السنوية والكشف عنها، كما يطلبها مراقب الحسابات عند التحضير للجلسة العامة السنوية. الشركات المدرجة في البورصة مطالبة أيضا بتقديم تقارير على فترات أكثر تواترا (اعتمادا على قواعد البورصة المعنية).